# Dilatation und Kompression
Dilatation und Kompression sind Begriffe aus dem mathematischen Teilgebiet der Funktionalanalysis, genauer der Operatortheorie. Es geht darum, stetige, lineare Operatoren auf einem Hilbertraum dadurch zu untersuchen, dass man den Raum vergrößert und den Operator auf den größeren Raum mit besseren Eigenschaften ausdehnt.

## Definition
Sei {\displaystyle H} ein Hilbertraum und {\displaystyle L(H)} die C*-Algebra der stetigen, linearen Operatoren {\displaystyle H\rightarrow H}. Eine Dilatation eines Operators {\displaystyle A\in L(H)} besteht aus
- einem Hilbertraum {\displaystyle {\tilde {H}}}, der {\displaystyle H} als Unterraum enthält, und
- einem Operator {\displaystyle B\in L({\tilde {H}})}, so dass {\displaystyle A=P_{H}\cdot B|_{H}}, wobei {\displaystyle |_{H}} die Einschränkung auf {\displaystyle H} bedeutet und {\displaystyle P_{H}\in L({\tilde {H}})} die Orthogonalprojektion auf {\displaystyle H} ist.

Ist {\displaystyle B} eine Dilatation von {\displaystyle A}, so nennt man {\displaystyle A} eine Kompression von {\displaystyle B}.
Eine Dilatation {\displaystyle B} von {\displaystyle A} heißt eine Potenzdilatation oder starke Dilatation, wenn mit obigen Bezeichnungen {\displaystyle A^{n}=P_{H}\cdot B^{n}|_{H}} für alle {\displaystyle n\in \mathbb {N} } gilt.

## Bemerkungen
- Die Idee der Dilatationen geht auf Béla Szőkefalvi-Nagy zurück.[2]

- Eine Kompression ist keine Einschränkung, denn mit den Bezeichnungen obiger Definition muss {\displaystyle B} die Elemente aus {\displaystyle H} nicht nach {\displaystyle H\subset {\tilde {H}}} abbilden, das wird erst durch die nachfolgende Projektion {\displaystyle P_{H}}, die als Abbildung {\displaystyle {\tilde {H}}\rightarrow H} aufgefasst wird, erzwungen. {\displaystyle P_{H}} „drückt“ die Werte von {\displaystyle B|_{H}} nach {\displaystyle H} zurück, was die Bezeichnung Kompression motiviert. Mit einer echten Einschränkung hat man es erst zu tun, wenn man zu den quadratischen Formen {\displaystyle q_{A}:H\rightarrow \mathbb {C} ,x\mapsto \langle Ax,x\rangle } bzw. {\displaystyle q_{B}:{\tilde {H}}\rightarrow \mathbb {C} ,x\mapsto \langle Bx,x\rangle } übergeht, es gilt offenbar {\displaystyle q_{A}=q_{B}|_{H}}.

- In Anwendungen sucht man zu Operatoren {\displaystyle A} Dilatationen {\displaystyle B} mit besseren Eigenschaften, wendet diese im jeweiligen Kontext an und schaut, was das für die Kompression {\displaystyle A} bedeutet.

## Existenz von Dilatationen
Viele Beweise der folgenden Aussagen gehen auf Sz.-Nagy zurück, in der hier angegebenen Quelle „Paul Halmos“ sind die Beweise sehr leicht zugänglich.
- Ist {\displaystyle A} eine Kontraktion, das heißt für die Operatornorm gilt {\displaystyle \|A\|\leq 1}, so hat {\displaystyle A} eine unitäre Dilatation. Man kann dazu {\displaystyle {\tilde {H}}=H\oplus H} wählen. Schreibt man die Operatoren aus {\displaystyle L(H\oplus H)} als {\displaystyle 2\times 2}-Matrizen mit Komponenten aus {\displaystyle L(H)}, so ist

{\displaystyle B\colon ={\begin{pmatrix}A&{\sqrt {1-A^{*}A}}\\{\sqrt {1-AA^{*}}}&-A^{*}\end{pmatrix}}}
ein unitärer Operator, wobei {\displaystyle A^{*}} der adjungierte Operator zu {\displaystyle A} ist und die Wurzelausdrücke mittels des stetigen Funktionalkalküls gebildet wurden. Die Kompression von {\displaystyle B} auf {\displaystyle H\oplus \{0\}\cong H} ist gleich der (1,1)-Komponente, also gleich {\displaystyle A}.
- Insbesondere hat jeder stetige, lineare Operator eine normale Dilatation.
- Ist {\displaystyle A} eine positive Kontraktion, das heißt gilt {\displaystyle 0\leq A\leq 1}, so ist {\displaystyle A} Kompression einer Orthogonalprojektion. Dazu kann man wieder obige Matrixidee verwenden. Der Operator

{\displaystyle B\colon ={\begin{pmatrix}A&{\sqrt {A(1-A)}}\\{\sqrt {A(1-A)}}&1-A\end{pmatrix}}}
ist eine Orthogonalprojektion auf {\displaystyle {\tilde {H}}=H\oplus H}, deren Kompression auf {\displaystyle H\oplus \{0\}\cong H} gleich {\displaystyle A} ist.
- Die erste Aussage über Kontraktionen kann verschärft werden: Jede Kontraktion hat eine unitäre Potenzdilatation. Dazu kann man als {\displaystyle {\tilde {H}}} die mit {\displaystyle \mathbb {Z} } indizierte abzählbare orthogonale Summe {\displaystyle \textstyle \bigoplus _{i\in \mathbb {Z} }H_{i}} mit Summanden {\displaystyle H_{i}=H} nehmen, {\displaystyle H} als Unterraum {\displaystyle H_{0}} auffassen und auf  {\displaystyle {\tilde {H}}} geeignete unendliche Matrizen betrachten.[3]
- Sind {\displaystyle A_{1},A_{2}\in L(H)} zwei kommutierende Kontraktionen, so gibt es eine Hilbertraumerweiterung {\displaystyle {\tilde {H}}} und zwei kommutierende unitäre Operatoren {\displaystyle B_{1},B_{2}\in L({\tilde {H}})}, so dass {\displaystyle B_{1}} Potenzdilatation von {\displaystyle A_{1}} und {\displaystyle B_{2}} Potenzdilatation von {\displaystyle A_{2}} ist.[4][5] Für drei oder mehr paarweise kommutierende Kontraktionen ist eine analoge Aussage falsch.[5]